# Inés de Castro
Pour les articles homonymes, voir Castro.
Inés de Castro (Inês de Castro en portugais), née autour de 1325 en Galice (A Limia) et décédée le 7 janvier 1355 à Coimbra, est une noble galicienne qui fut déclarée reine de Portugal après sa mort. Cet épisode de l'histoire du Portugal, bien que secondaire, va marquer fortement les esprits et donner naissance à de nombreuses légendes.

## Biographie
Fille naturelle de Pedro Fernandes de Castro, l'un des nobles les plus puissants de Castille, grand chambellan du roi Alphonse XI de Castille, et d'une dame portugaise, Aldonça Lourenço de Valadares, Inés est une descendante illégitime de Sanche IV de Castille du côté de son père, et d'Alphonse VI de Léon du côté de sa mère. Elle est la demi-sœur de Fernando Ruiz de Castro, comte de Lemos, et de Joana de Castro. Elle est la sœur de Álvaro Pirez de Castro.
En 1340, elle suit Constance de Castille au Portugal, en tant que dame de compagnie ; Constance (fille de Don Juan Manuel, prince de Vilhena et d'Escalona, duc de Peñafiel, tuteur d'Alphonse XI de Castille, « puissant et vaillant magnat de Castille », mais aussi petit-fils de Ferdinand III de Castille) doit épouser le prince héritier de la couronne portugaise, Pierre de Portugal. Ce mariage a lieu le 24 août 1340 dans la cathédrale de Lisbonne.
Le prince tombe néanmoins rapidement amoureux fou de la dame de compagnie, au point de négliger sa femme. L'histoire d'amour s'ébruite et commence à être commentée et mal acceptée par la Cour autant que par le peuple. 

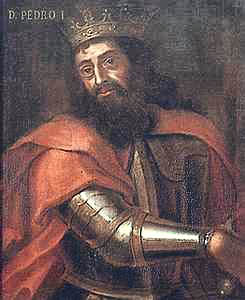
Pierre Ier de Portugal, surnommé le Justicier à cause de son action courageuse dans la défense de son pays contre le pouvoir pontifical et défendant les moins favorisés

Sous prétexte de moralité, le roi Alphonse IV de Portugal, le père de Pierre, désapprouve cette relation. Mais les raisons profondes de ce désaveu sont surtout diplomatiques, l’influence d’Inés et de sa famille sur son fils motivant son attitude : cette relation a pour effet de rapprocher du trône certains nobles castillans (les propres frères d’Inés, Fernando de Castro et Álvaro Pirez de Castro, deviennent amis et confidents du prince), et de favoriser l'émergence d'un parti dit « des Castro » à la cour royale portugaise.
Alphonse IV décide d'abord d’attendre que leur passion s’éteigne d’elle-même. Celle-ci continuant néanmoins, forte et constante malgré la désapprobation royale, il décide en 1344 d'exiler Inés au château d'Alburquerque, à la frontière castillane, où elle avait été élevée par sa tante Teresa, femme d'un de ses demi-frères. La distance ne parvient pas à apaiser cet amour, les deux amants entretenant même une correspondance assidue selon la légende.
Après la mort de la princesse Constance, contre la volonté de son père, l'infant Pierre, devenu veuf, fait revenir Inés d'exil. Alphonse IV tente de remédier à la situation en essayant de marier son fils avec une dame de sang royal. Mais Pierre rejette ce projet prétendant être encore trop affecté par la perte de sa femme pour envisager un autre mariage. Il refuse tout autre projet d'union matrimoniale. Pierre et Inès vivent désormais ensemble, ce qui provoque un grand scandale à la Cour et le grand désespoir du roi.
Inès donne naissance à plusieurs enfants de Pierre : Alphonse (né en 1346 mais qui meurt peu après sa naissance), Béatrice (1347), Jean (1349),  et Denis (1354). Leurs naissances ne font qu'envenimer la situation : en effet, sous le règne de Denis Ier, son fils Alphonse IV avait craint d'être écarté en faveur de l'un des fils bâtards de son père. Des rumeurs commencent à courir selon lesquelles les Castro chercheraient à assassiner l'infant Ferdinand, héritier de Pierre, afin que la Couronne revienne au fils aîné d'Inés de Castro. Il faut dire que le fils légitime de Pierre, (le futur roi Ferdinand Ier) est un garçon chétif alors que les quatre enfants illégitimes de Pierre et d’Inés prospèrent, au désespoir de la noblesse portugaise inquiète de l’influence du parti des Castro sur Pierre.
Pendant ce temps, le royaume de Castille plonge dans une grave agitation à la suite de la mort d'Alphonse XI. Son successeur, Pierre Ier, surnommé « le Cruel », est très impopulaire. La famille d'Inés prend la tête de la révolte contre lui. Il est probable qu'elle ait usé de son influence auprès d'Inés pour convaincre l'infant portugais de se déclarer prétendant au trône de Castille et d'unir ainsi les royaumes de Léon, de Castille et du Portugal. De fait, Pierre était, du côté de sa mère, petit-fils de Sanche IV de Castille.
Un mariage est organisé entre le nouveau roi de Castille et la propre sœur d'Inés, Joana de Castro afin de ramener la paix. Celle-ci est toutefois répudiée lorsque le souverain castillan apprend que sa belle-famille tente toujours de convaincre l'infant portugais de prendre la tête d'une conjuration visant à le proclamer héritier des trônes de Castille et de Léon. Seule l'intervention énergique d'Alphonse IV, apprenant la proposition des Castro et de leurs alliés, empêche que cela se produise. Le roi du Portugal a toujours maintenu une attitude de neutralité, s'abstenant d'intervenir dans la politique des autres nations, ce qui lui vaut le respect de ses voisins et garantit la paix.
Après quelques années passées dans le nord du pays, Pierre et Inés reviennent s'installer à Coimbra, dans le palais de Santa Clara.
Après plusieurs tentatives pour séparer le couple et inquiets de l'éventualité de voir le prince Pierre prendre parti dans la crise politique castillane, les conseillers du roi Alphonse IV le persuadent que la seule solution est de tuer Inés de Castro. Installé à Montemor-o-velho, le roi ordonne l'exécution d’Inés. Pêro Coelho, Álvaro Gonçalves et Diogo Lopes Pacheco sont désignés pour cela et partent pour le monastère de Santa Clara à Coimbra où elle réside. Profitant de l'absence de Pierre parti chasser, ils la tuent le 7 janvier 1355. À cette nouvelle, Pierre se rebelle contre son père et engage le pays dans une courte guerre civile.
Devenu roi de Portugal à la mort de son père (1357), Pierre annonce au pays par la proclamation de Cantanhede, en 1360, qu’il a secrètement épousé Inés à Bragance, environ sept ans auparavant. La parole du roi, confirmée par quelques témoins de son entourage (son chapelain et un domestique), est alors, et reste de nos jours, la principale preuve de ce mariage. Les enfants de cette union s'en trouvent de ce fait reconnus comme légitimes, ce qui peut avoir constitué le motif principal d'une telle proclamation. Selon la légende, il fait déterrer le corps d’Inés, la fait revêtir d’un manteau de pourpre. Assise sur le trône de la reine, Inés est couronnée et Pierre oblige tous les grands du royaume à lui baiser la main. Cette funèbre cérémonie du couronnement et du baise-main à la reine morte que Pierre aurait prétendument imposé à la cour, devenue une des images les plus fortes de l'imaginaire populaire, aurait été introduite pour la première fois dans les récits espagnols de la fin du XVIe siècle.
Il fait poursuivre les trois assassins d’Inés réfugiés en Castille ; deux d’entre eux (Pêro Coelho et Álvaro Gonçalves) sont capturés et mis à mort à Santarém. Le roi  aurait ordonné au bourreau de leur arracher le cœur, à l’un par la poitrine (Pêro Coelho) et à l’autre par le dos (Álvaro Gonçalves), tandis que lui-même assistait à la scène en plein banquet, selon la Chronique du Roi D. Pierre Ier de Fernão Lopes. Ceux-ci sont ensuite brûlés. Diogo Lopes Pacheco se serait enfui en France et aurait finalement reçu le pardon du roi sur son lit de mort.

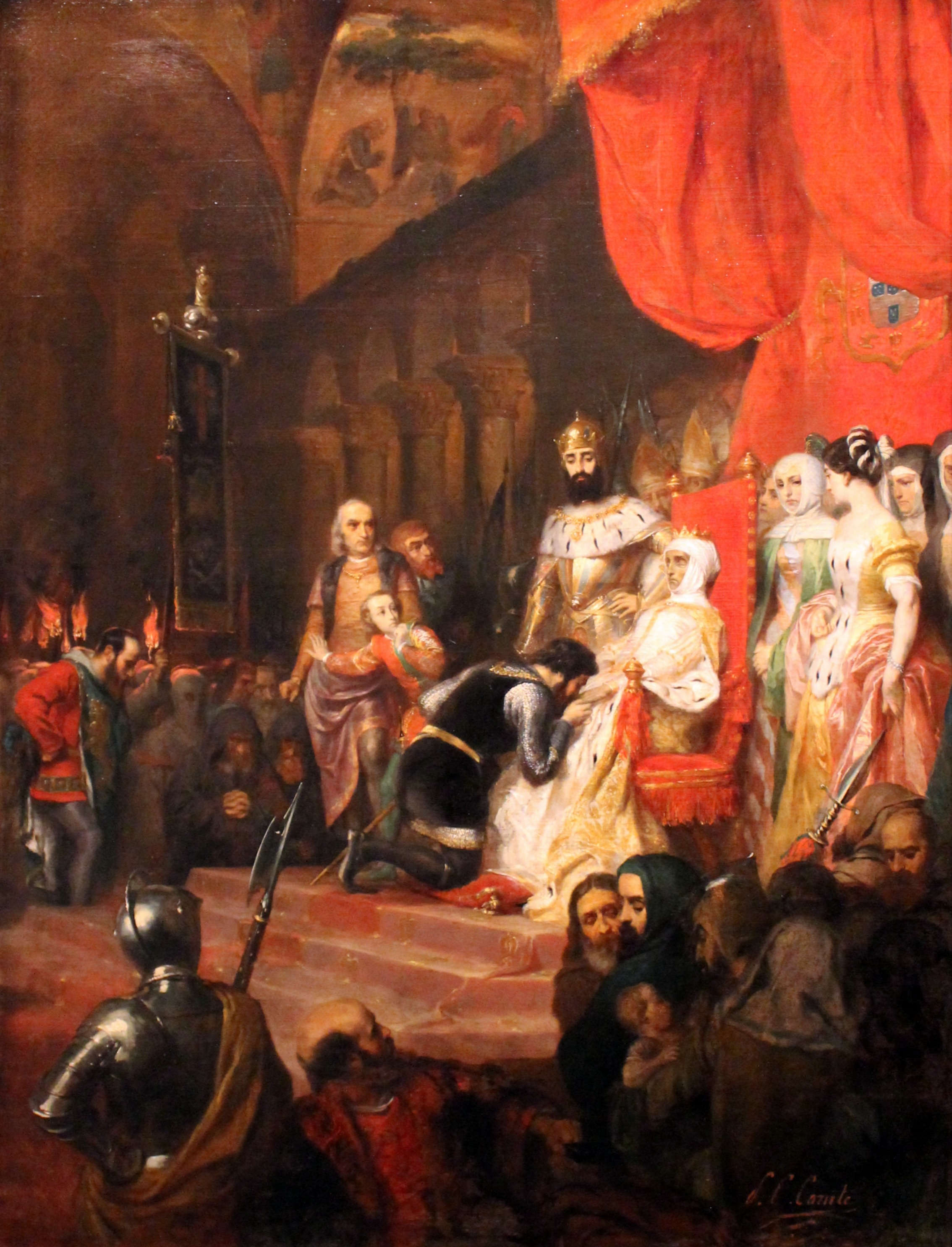
Le Couronnement d'Inès de Castro en 1361 (détail), de Pierre-Charles Comte, 1849, musée des beaux-arts de Lyon

De nouvelles funérailles sont organisées, cette fois dans le monastère d'Alcobaça : Pierre y fait construire deux splendides tombeaux pour lui et Inés de Castro, puis il fait transférer son corps en 1361 ou en 1362. Il vient la rejoindre à sa mort en 1367. Le gisant d'Inés, couronné comme celui d'une reine, fournit la base historique de la légende du couronnement posthume. Les deux tombeaux étaient à l'origine placés côte à côte, les pieds tournés vers le levant, face à la première chapelle du transept sud, alors dédiée à Saint Benoît. Autour de 1780, les tombeaux furent déplacés vers le tout nouveau panthéon royal, et placés l'un en face de l'autre. En 1956, ils furent placés dans leur position actuelle, Pierre dans le transept sud et Inés dans le transept nord, l'un face à l'autre. C'est au XVIIIe siècle, lorsque les tombeaux furent placés face à face qu'est apparue la légende selon laquelle ils étaient dans cette position afin de « pouvoir se regarder dans les yeux quand ils se réveilleront le jour du jugement dernier. »

## Descendances
De son union avec Pierre naissent quatre enfants :
- Alphonse de Portugal ;
- Béatrice de Portugal (1347-1381), dite Béatrice de Bourgogne, mariée en 1373 avec Sanche de Castille (1339-1374), comte d'Albuquerque ;
- Jean de Portugal (1349-1397), duc de Valencia de Campos, marié en 1375 avec Marie Tellez de Menezes. Veuf, il épouse Constance de Castille en 1378 ;
- Denis de Portugal (1354-1397), marié en 1372 avec Jeanne de Castille.

## Œuvres inspirées de l'histoire d'Inés
La vie d’Inés de Castro a inspiré beaucoup d'artistes.
- En littérature, plusieurs poèmes portugais et espagnols existent. L'épisode est d'abord raconté dans Les Lusiades (chant III, strophes 120-135) de Camoens qui a popularisé la légende. Citons Alejandro Casona qui écrit Corona de amor y muerte traduit en français sous le titre Ines de Portugal. En français, après Antoine Houdar de La Motte au XVIIIe siècle avec la pièce de théâtre Inès de Castro, c'est surtout celle d'Henry de Montherlant qui popularise le thème avec La Reine morte (1942). Inès est aussi le personnage principal d'une pièce de jeunesse de Victor Hugo, écrite en 1818 mais qui n'est publiée qu'en 1863, Inez de Castro. Gilbert Sinoué publie en 2005 La reine crucifiée. Maurice Denuzière, dans son roman Une tombe en Toscane (1999), fait aussi référence aux tombeaux d'Inès de Castro et de Pierre dans l'église du monastère d'Alcobaça.
- En peinture, la scène où Inés de Castro se jette avec ses enfants au pied du roi Alphonse IV pour implorer la grâce de son époux, est le thème d'un tableau d'Eugénie Servières[3] qui fut exposé au Salon de 1822 et qui figure aujourd'hui dans les collections du musée national des châteaux de Versailles et de Trianon.
- Beaucoup d'opéras existent sur ce thème, par exemple : Ines de Castro de Niccolo Zingarelli donné pour la première fois à Milan, en 1803, Ines de Castro de Giuseppe Persiani (1835), Wut composé par le compositeur suisse Andrea Lorenzo Scartazzini pour une création à Erfurt (Allemagne) en 2006. Citons également Cantiga, cantate du compositeur anglais David Matthews et Inés de Castro de James MacMillan.
- Au cinéma, l'histoire a été adaptée plusieurs fois : en 1910, par Carlos Santos avec Rainha depois de Morta, Inês de Castro (pt), en 1944, La Reine morte de José Leitão de Barros.